# Bohuš Matuš
Bohuš Matuš vlastním jménem Bohumil (* 17. srpna 1973 Písek) je český zpěvák.

## Život
Po základní škole studoval vojenskou školu v Liptovském Mikuláši. Později, v roce 1989 se vyučil kominíkem. V Brně navštěvoval pěvecký soubor Kampanela vedený sbormistryní Markétou Jedličkovou. Pokračoval na konzervatoři v Brně u profesora Hrabala (1991–1995) a dále studiem na konzervatoři Jaroslava Ježka v Praze u profesorky Virginie Walterové. Studium ukončil v roce 1997.
Po studiích účinkoval v divadle Semafor a v Hudebním divadle Karlín. Také hostoval ve Státní opeře (Boris Godunov). Jezdil s mužským sborem po Evropě a jako host zpíval v Kühnově sboru.
Z filmové tvorby nazpíval postavu Šimona, kterou ztvárňuje Jan Révai, ve filmu Rebelové. Jedná se o písně Já budu chodit po špičkách a Stín katedrál. K seriálu Rodinná pouta nazpíval ústřední píseň, kterou složil Karel Svoboda. V anketě Český slavík v roce 2003 se umístil na 3. místě a ve stejném roce obsadil také 3. místo v anketě TýTý. Roku 2004 vystupoval jako host na koncertním turné zpěvačky Hany Zagorové, které neslo název Navěky zůstane pouze čas.
Jeho umělecké jméno Bohuš Matuš pro něho vytvořila herečka a textařka Gabriela Osvaldová.
V roce 2021 se oženil s Lucií Palkaninovou, se kterou má od roku 2020 dceru.

## Muzikály
- Bernsteinova mše (1995)
- Dracula (1995, 2003, 2009)
- Pomáda (2000)
- Johanka z Arku (2001)
- Monte Christo (2001)
- Romeo a Julie na ledě (2003) – zpěv hlavní role s Lucií Bílou
- Noc na Karlštejně (2004)
- Producenti (2006)
- Limonádový Joe (2007)
- Angelika (2007)
- Kat Mydlář (2011) – hl. role
- Antoinetta, Královna Francie (2014)
- Fantom Opery (2014) – (role Raula) – Goja Music Hall
- Ples upírů (2017) – (hl. role hraběte Krolocka) – Goja Music Hall
- Fantom Opery (2018–2019) – Goja Music Hall

## Diskografie
- Bohuš Matuš (2002)
- Nestihl jsem říct (2003)
- Brány kouzel (2004)
- Smíření (2008)
- Kat Mydlář a písně o lásce (2011)
- Písně a duety z českých filmů a muzikálů (2011)
- Písně mého srdce (2019)